# East Quogue
East Quogue és una concentració de població designada pel cens dels Estats Units a l'estat de Nova York. Segons el cens del 2000 tenia 4.265 habitants.

## Demografia
Segons el cens del 2000, East Quogue tenia 4.265 habitants, 1.660 habitatges, i 1.133 famílies. La densitat de població era de 159,9 habitants per km².
Dels 1.660 habitatges en un 31,9% hi vivien nens de menys de 18 anys, en un 57% hi vivien parelles casades, en un 7,3% dones solteres, i en un 31,7% no eren unitats familiars. En el 24,9% dels habitatges hi vivien persones soles el 9,6% de les quals corresponia a persones de 65 anys o més que vivien soles. El nombre mitjà de persones vivint en cada habitatge era de 2,57 i el nombre mitjà de persones que vivien en cada família era de 3,08.
Per edats la població es repartia de la següent manera: un 24,2% tenia menys de 18 anys, un 6,1% entre 18 i 24, un 29,8% entre 25 i 44, un 27% de 45 a 60 i un 12,9% 65 anys o més.
L'edat mediana era de 39 anys. Per cada 100 dones de 18 o més anys hi havia 97,8 homes.
La renda mediana per habitatge era de 57.441 $ i la renda mediana per família de 67.734 $. Els homes tenien una renda mediana de 50.652 $ mentre que les dones 37.115 $. La renda per capita de la població era de 28.551 $. Entorn del 3,5% de les famílies i el 5,4% de la població estaven per davall del llindar de pobresa.